# Андреев, Сергей Сергеевич (футбольный тренер)
Серге́й Серге́евич Андре́ев (неизвестно — сентябрь 2016 ) — российский футбольный тренер, работавший с женскими командами.

## Биография
По состоянию на середину 2000-х годов был тренером по футболу в училище олимпийского резерва Звенигорода. На базе училища была создана команда девушек, ставшая фарм-клубом подмосковной «Россиянки». В 2007 году старшая команда училища, называвшаяся «УОР-Россиянка», под руководством Андреева участвовала в первом дивизионе России и заняла третье место. В 2008 году была одержана победа в зональном и финальном турнире первого дивизиона и завоёвано право на выход в высшую лигу, после сезона клуб был переименован в «УОР-Звезда». В 2009 году Андреев возглавлял команду в высшей лиге, однако команда набрала лишь 4 очка в 12 матчах, а единственная победа была «технической» против снявшейся с турнира «Лады».
В 2010 году Андреев был переведён на должность начальника команды УОР (Серебряные Пруды). Затем возглавлял дубль «Россиянки» в первенстве дублёров и снова работал с детскими командами в УОР.
Скончался в сентябре 2016 года.